# Lehôtka pod Brehmi
Lehôtka pod Brehmi (allemand : Burgloß, hongrois : Apáthegyalja) est un village de Slovaquie situé dans la région de Banská Bystrica.

## Histoire
La première mention écrite du village date de 1391.

## Démographie

### Évolution de la population
| Année:               | 1994. | 2004.    | 2014.    | 2024.   |
| -------------------- | ----- | -------- | -------- | ------- |
| Nombre de personnes: | 324   | 372      | 414      | 397     |
| Différence:          |       | +14,81 % | +11,29 % | -4,10 % |

| Année:               | 2023. | 2024.   |
| -------------------- | ----- | ------- |
| Nombre de personnes: | 398   | 397     |
| Différence:          |       | -0,25 % |